# Innerstholmen-Bastaholmen
Innerstholmen-Bastaholmen is een Zweeds eiland behorend tot de Pite-archipel. Het bestond in vroeger tijden uit twee zelfstandige eilanden die in de loop der eeuwen vergroeid zijn, de plaats waar dat gebeurde is nog steeds herkenbaar als zandvlakte tussen de twee voormalige beboste eilanden. Het ligt op de scheidslijn tussen Harrbäcksfjärden en Storfjärden als een langgerekt eiland nabij de noordelijke oever. ligt ten zuiden van trundön. Het eiland heeft geen oeververbinding en er staan geen zomerhuisjes op. Het eiland is vogelbeschermingsgebied, tijdens het broedseizoen mag het eiland niet betreden en benaderd worden.